# جبران راكابومينغ راكا
جبران ركبومينغ ركا (بالإندونيسية: Gibran Rakabuming Raka) (مواليد 1 أكتوبر 1987) هو سياسي ورجل أعمال إندونيسي يشغل منصب نائب رئيس إندونيسيا منذ 20 أكتوبر 2024. تم تعيين جبران نائباً للرئيس عندما كان في السابعة والثلاثين من عمره، مما جعله أصغر نائب رئيس في تاريخ البلاد. وكان قد شغل سابقاً منصب عمدة سوراكارتا في الفترة من 2021 إلى 2024.
جبران هو الابن الأكبر للرئيس السابع لإندونيسيا، جوكو ويدودو. أكمل تعليمه في سوراكارتا خلال السنوات التسع الأولى من دراسته قبل أن ينتقل إلى سنغافورة حيث درس في مدرسة أوركيد بارك الثانوية. وعلى الرغم من أن فترة ولايته كانت قصيرة نسبياً، إلا أن تأثير جبران على سوراكارتا كان كبيراً، حيث تم تتويجه كأشهر عمدة في عام 2021، وفقاً لمؤشر إندونيسيا.

## الحياة والبداية التعليمية
وُلد جبران في سوراكارتا، جاوة الوسطى، في 1 أكتوبر 1987، كابن أول من جوكو ويدودو وإيرينا اللذين لديهما ثلاثة أطفال. أكمل جبران تعليمه في سوراكارتا خلال السنوات التسع الأولى من دراسته قبل أن ينتقل إلى سنغافورة حيث درس في مدرسة أوركيد بارك الثانوية. بعد تخرجه من المدرسة الثانوية، سجل جبران في برنامج UTS Insearch، وهو برنامج تحضيري للطلاب الدوليين الذين يرغبون في الدراسة في جامعة تكنولوجيا سيدني في أستراليا، لكنه قرر العودة إلى سنغافورة لمتابعة تعليمه الجامعي. حصل على دبلوم من معهد تطوير الإدارة في سنغافورة (MDIS) في عام 2010، مع درجة بكالوريوس في العلوم (BSc) من جامعة برادفورد، التي كانت شريكاً لمعهد MDIS.

## مسيرة الأعمال
بعد عدة سنوات من العمل في مجال الأثاث العائلي، أسس جبران في عام 2010 شركة "تشيللي باري"، وهي شركة خدمات تموين مقرها في سوراكارتا. وفقًا لجبران، تم إلهامه لإنشاء الشركة بعد أن أدرك قلة خدمات التموين للمراكز المؤتمرات التي يمتلكها والده. كان جوكوي، الذي يعتزم أن يرث جبران قيادة أعمال الأثاث، يعارض في البداية قرار ابنه الأكبر الذي كان يرغب في بدء عمل في مجال التموين. ومع ذلك، بدأت الشركة في التوسع بشكل كبير وركزت على تقديم خدمات حفلات الزفاف.
ثم في عام 2015، بدأ جبران مشروع "ماركوبار"، وهو شبكة من محلات المارتاباك، التي تم افتتاحها في 29 موقعًا في إندونيسيا بحلول عام 2017. قال جوكوي في عام 2017 أنه على الرغم من أنه كان يعارض في البداية عمل ابنه في مجال الطعام، إلا أن أرباح شركة جبران أصبحت أعلى من أرباح شركته في مجال الأثاث. وتم التبليغ في عام 2020 عن ثروة جبران التي تم تقديمها كشرط لترشحه للانتخابات، والتي بلغت قيمتها 22.1 مليار روبية.

## مسيرة سياسية

### عمدة سوراكارتا 2019-2024
في يوليو 2019، تم تتويج جبران كمرشح مفضل في انتخابات عمدة سوراكارتا 2020، وفقًا لاستطلاع أجراه جامعة سلامت ريايدي، التي تتخذ من المدينة مقرًا لها. وكان منصب عمدة سوراكارتا هو نفس المنصب الذي شغله والده قبل أن يصبح حاكمًا لجاكرتا، ثم رئيسًا لإندونيسيا. بعد شهرين من الاستطلاع، سجل جبران نفسه كعضو في حزب الديمقراطية الإندونيسي - الحزب السياسي الذي ينتمي إليه والده - للترشح في انتخابات العمدة. في يوليو 2020، أعلن حزب الديمقراطية الإندونيسي دعمه الرسمي لجبران كمرشح لمنصب العمدة، وقرر ترشيحه مع رئيس مجلس النواب المحلي، تيغوه براكوسا.
مدركًا أنه سيكون من غير المجدي تحدي تأثير جوكوي في الانتخابات، حصل جبران على دعم جميع الأحزاب الممثلة في مجلس النواب المحلي باستثناء حزب العدالة والرفاهية (PKS)، مما ساعد في خلق انتخابات غير قابلة للطعن. ومع ذلك، قدم باغيو واهيونو، الذي يعمل كخياط، ترشحه كمرشح مستقل وتم قبوله في 6 سبتمبر 2020. في الانتخابات نفسها، فاز جبران بفارق كبير بعد أن حصل على 86.53٪ من الأصوات (225,451 صوتًا). إلى جانب استفادته من مكانته كابن للرئيس الحالي وأحد أشهر عمداء المدينة في تاريخها، كانت حملة جبران قد أنفقت ميزانية أكبر بنحو 30 مرة مقارنة بحملة باغيو.
على الرغم من أن فترة ولايته كانت قصيرة نسبيًا، إلا أن تأثير جبران على مدينة سوراكارتا كان كبيرًا، حتى أنه تم تتويجه كأشهر عمدة في عام 2021 وفقًا لمؤشر إندونيسيا (I2). ولم يُمنح هذا التقدير فقط بسبب قربه من والده، الرئيس جوكو ويدودو، ولكن أيضًا بسبب خطواته الاستباقية في معالجة آثار جائحة كوفيد-19 ودعمه للسياسات التي لاقت تغطية إعلامية كبيرة.
عقب فوزه في انتخابات 2024 وانتخابه نائبًا للرئيس، استقال جبران من منصب عمدة سوراكارتا في 16 يوليو 2024. تم تعيين براكوسا في منصب العمدة بعد ذلك.

## نائب الرئيس

### الترشيح
في نهاية عام 2022، بدأت بعض المجموعات الداعمة لجوكوي في دعم جبران كمرشح لمنصب نائب الرئيس في انتخابات الرئاسة الإندونيسية 2024. وعند إقرار الترشيح، كانت المعايير لتولي منصب نائب الرئيس هي أن يكون المرشح في سن الأربعين فما فوق، في حين كان جبران في السابعة والثلاثين من عمره عند إجراء الانتخابات. من أجل تمكين جبران من الترشح، أصدرت المحكمة الدستورية الإندونيسية تحت قيادة عمه، أنور عثمان، في 17 أكتوبر 2023، قرارًا مثيرًا للجدل أضاف استثناءً للحد الأدنى للسن للأفراد الذين تم انتخابهم كقادة محليين. بعد أربعة أيام، في 21 أكتوبر 2023، أعلن حزب جولكار، الذي ينتمي إلى تحالف برابوو سوبياانتو، عن جبران كمرشح نائب الرئيس عن الحزب، رغم أنه لا يزال عضوًا في حزب الديمقراطية الإندونيسي (PDI-P).
في اليوم التالي، أعلن برابوو عن جبران كمرشحه الرسمي لمنصب نائب الرئيس. ولم يحضر جبران إعلان الترشح لأنه كان في مهمة رسمية كعمدة سوراكارتا. ثم أرسل جبران رسالة إلى والده، الرئيس، في اليوم التالي، ليطلب إذنًا للترشح.
وقد تبين أن قيادة اللجنة العامة للانتخابات (KPU) قد ارتكبت مخالفة أخلاقية تتعلق بتسجيل ترشح جبران كنائب رئيس، حيث سمحت له بتقديم ترشيحه قبل أن تقوم KPU بتعديل الحد الأدنى للسن في قواعدها الداخلية.

### الانتخابات
بعد الانتخابات التي جرت في 14 فبراير الماضي، تصدر برابوو وجبران نتائج العد السريع بنسبة متوسطها 57% مقارنة بالثنائي أنيس-محيمن الذي حصل على متوسط 27% والثنائي غانجار-ماهوف الذي حصل على متوسط 16%. تشير هذه النسب إلى أن برابوو وجبران فازا في الانتخابات من الجولة الأولى.

## الجدل

### انتخابات نائب الرئيس
تم اعتبار ترشح جبران لمنصب نائب الرئيس مثيرًا للجدل بسبب صغر سنه، حيث كان يبلغ من العمر 36 عامًا فقط. كما قررت المحكمة الدستورية تحت قيادة أنور عثمان أنه يمكنه الترشح لمنصب نائب الرئيس استنادًا إلى استثناء خاص بالقادة المحليين المنتخبين. ومع ذلك، تم الاعتراض مرارًا على أهلية جبران للترشح. ثبت أن اللجنة العامة للانتخابات (KPU) ارتكبت مخالفة أخلاقية فيما يتعلق بتسجيل ترشح جبران كمرشح نائب رئيس، لأنها سمحت له بتقديم ترشيحه قبل أن تقوم اللجنة بتعديل الحد الأدنى للسن في قواعدها الداخلية.
تم تقديم دعوى من قبل مجموعة "حماة الديمقراطية الإندونيسية" (TPDI) وحركة المحامين الإندونيسيين (Perekat Nusantara) ضد جوكو ويدودو وجبران ركبومينغ وأنور عثمان والسيدة الأولى إيرينا بتهم المحاباة والوراثة السياسية من جانب المدعى عليهم، ولكن تم رفض الدعوى من قبل محكمة الإدارة في جاكرتا قبل يوم من الانتخابات. وبسبب هذا القرار ونقص الخبرة السياسية لجبران، تم تسميته بـ "طفل النبوة" من قبل قناة الجزيرة.

### خطأ حمض الكبريتيك
في إحدى فعاليات حملته الانتخابية في 3 ديسمبر 2023، ذكر جبران أن إحدى الحلول لمشكلة التقزم لدى النساء الحوامل هي تناول حمض الكبريتيك بدلاً من حمض الفوليك. اعتذر جبران بعد ذلك وأوضح خطأه في اليوم التالي. بسبب تصريحاته، تعرض للسخرية من قبل مؤيدي منافسيه، حتى أن أنيس باسويدان سخر منه علنًا قائلاً إن النساء الحوامل لا يمكنهن الحصول على حمض الفوليك إلا من الطعام النباتي وليس من ورش السيارات.

### الشكوك حول ملكية الحسابات القديمة
في سبتمبر 2024، نشأ جدل عندما تم اتهام حساب كاسكوس باسم "فوفوفافا"، الذي اشتهر في العقد 2010 من خلال نشر تعليقات مثيرة للجدل ضد شخصيات سياسية معينة، وخاصة برابوو، بأنه يعود إلى جبران من قبل موقع جريندرا.أورغ (موقع ويب مزيف). نفى جبران ملكية الحساب. وبعد بضعة أسابيع، تم اتهام حساب فورم سبرينغ باسم "راكا نارلي"، المعروف بنشر تعليقات جنسية، أيضًا بأنه يعود إلى جبران.

## الحياة الشخصية
في 11 يونيو 2015، تزوج جبران من سيلفي أناندا، الفائزة في مسابقة ملكة جمال سولوي (Miss Solo) 2009. التقيا حين كان جبران عضوًا في لجنة التحكيم في تلك المسابقة. أنجب الزوجان أول طفل لهما، وهو ابن أطلق عليه اسم جان إيثيس سرينارندرا، وُلد في 10 مارس 2016. في 15 نوفمبر 2019، أنجبت زوجة جبران ابنة في مستشفى محمدية سوراكارتا، وأُطلق عليها اسم لا لمباه ماناه.
يعتبر جبران من محبي نادي برشلونة الإسباني، ويعترف بأنه من المشجعين القدامى لهذا النادي. خلال حملته الانتخابية كعمدة في أغسطس 2020، ارتدى قميص النادي خلال جلسة تدريبية عبر الإنترنت مع مؤيديه. كما أنه من محبي مسلسل "ديمون سلاير: كيميتسو نو يايبا" و"مغامرات تنين"، لكنه غالبًا ما يستخدم شخصية ناروتو في ظهوره الإعلامي. بالإضافة إلى ذلك، من المعروف أن جبران يحب جمع شخصيات التماثيل والألعاب الصغيرة، بالإضافة إلى سيارات اللعب "Mini 4WD" من تاميا.